# Peredur
Peredur – postać z walijskiej mitologii, pierwowzór Parsifala z cyklu arturiańskiego, we wczesnym micie walijskim był siódmym synem Evrawga. Jego ojciec i bracia zginęli, gdy był jeszcze dzieckiem. Będąc walecznym i prawym został pasowany na rycerza okrągłego stołu. Ze względu na fakt urodzenia się jako siódme dziecko, co było związane ze znaczeniem symbolicznym liczby 7 był predestynowany do walki z siłami zła, czarownicami, które w mitologii walijskiej pojawiały się na polach bitew w pełnym rynsztunku bojowym. Mit o Peredurze, zawarty w zbiorze pieśni Mabinogion jest opisem jego pojedynku z wiedźmami Caer Loyw.